# Louise Blazer
Pour les articles homonymes, voir Blazer (homonymie).
Louise Blazer, née le 22 septembre 1891 à Montbéliard, morte le 28 novembre 1966 dans cette même ville, est une résistante française, visiteuse de prison ; elle héberge et cache des résistants, des clandestins, des Juifs, et diffuse des journaux clandestins. Arrêtée, elle est déportée à Gaggenau. Elle est reconnue Juste parmi les nations.

## Biographie
Louise Blazer, dite Lou, est née à Montbéliard le 22 septembre 1891,. Elle est la fille d'Emile Blazer. En 1918, elle épouse Robert Blazer, son cousin germain, atteint d'une maladie incurable. Ils sillonnent la France durant plusieurs années. En 1936, Robert Blazer décède, Louise revient alors s’installer dans la grande demeure familiale à Montbéliard où vit aussi son père,.
Elle s'investit au sein de la Croix-Rouge et à la Fédération française des éclaireuses au sein d'une troupe unioniste. Elle débute notamment le scoutisme par le scoutisme d'extension, au sein des « éclaireuses malgré tout » une branche des éclaireuses destinée aux enfants malades.
En 1939, elle participe à un camp international d'éclaireuses pour la paix à Budapest et rentre en France de justesse alors que la guerre éclate.
Après la débâcle, elle reprend ses actions au sein de la Croix-Rouge, et rend visite aux soldats français enfermés à l'hôpital Pajol. Les Allemands la chargent de reconnaître les corps des jeunes qu'ils fusillent, et de prévenir leurs familles,. Elle utilise sa position pour les aider à se ravitailler, assure les contacts avec les familles et tente de les faire évader,,.
En juin 1941, elle est nommée conseillère municipale alors que les femmes n’ont pas encore réellement acquis de droits politiques. Elle utilisera aussi sa position pour ses actions de résistance.
Dès le début de l'Occupation, elle héberge de nombreux Juifs, qu'elle va souvent attendre à la gare de Montbéliard pour les ramener chez elle. Elle accueille ainsi des dizaines de réfugiés juifs, avec l'aide et l'accord de son père, notamment la famille Rowinsky : Ephraïm Rowinsky, rabbin d'origine polonaise, son épouse, Judith Rowinsky et leurs sept enfants. Elle héberge également des résistants et divers clandestins. Il y a parfois tellement de réfugiés qu'elle laisse sa propre chambre et dort dans le couloir,.
Lou et sa sœur Jenny étendent leurs activités de résistance : elles aident des résistants à passer en Suisse, accueillent des réfractaires au STO et participent à la distribution de journaux clandestins. Elles soutiennent aussi les familles de déportés.
En février 1944, 29 Juifs sont arrêtés au cours d'une rafle. Une semaine auparavant, Lou Blazer croise la mère de Pierre Kahn qui lui indique que son fils est malade, elle obtient de son médecin une attestation certifiant qu'il est atteint de tuberculose. Déguisée en déléguée du Comité de surveillance des hôpitaux, elle se rend à la Feldgendarmerie et parvient à le faire transférer à l'hôpital,.
Ses allées et venues la font repérer, elle est arrêtée par les Allemands le 16 novembre 1944, peu avant la libération de Montbéliard. Elle est d'abord internée à la caserne Friedrich de Belfort puis déportée à Gaggenau, un camp dépendant du Struthof.
Elle réussit à survivre jusqu'à la libération du camp, en avril 1945. Très malade, des religieuses allemandes la soignent. Elle est rapatriée à Montbéliard en août 1945.
À la suite de plusieurs témoignages, notamment de Judith Rowinsky, elle est reconnue Juste parmi les nations par l'institut Yad Vashem le 28 juillet 1966 ; elle se rend en Israël pour y planter un arbre dans l'allée des justes. Un hommage lui est rendu.
Elle meurt peu après, le 28 novembre 1966 à Montbéliard.

## Distinctions et hommages
- Médaille de la Résistance française, décret du 24 avril 1946[12].
- Juste parmi les nations, 1966.
- Un arbre est planté en son honneur à Jérusalem.
- À Montbéliard, le centre Louise-Blazer, centre médico-social, est inauguré en 2010 et le collège Lou Blazer en 2015.
- À Besançon, une rue porte son nom.